# Volla
Volla – miejscowość i gmina we Włoszech, w regionie Kampania, w prowincji Neapol.
Według danych na rok 2004 gminę zamieszkiwało 21 407 osób, 3567,8 os./km².